# Босогол
Босогол — деревня в Качугском районе Иркутской области России. Входит в состав Качугского муниципального образования. Находится примерно в 10 км к югу от районного центра.

## Происхождение названия
Название Босогол, вероятно, происходит от эвенкийского босого, что означает склон горы.

## Население
По данным Всероссийской переписи, в 2010 году в деревне проживало 99 человек (48 мужчин и 51 женщина).

## Известные уроженцы
- Мархеев, Михаил Фёдорович (1920—1994) — советский танкист, Герой Советского Союза.